# Cat Run
Cat Run è un film del 2011 diretto da John Stockwell.
Film d'azione statunitense con protagonista Paz Vega.

## Trama
La prostituta Cat è ingaggiata presso un festino a luci rosse organizzato per una clientela esclusiva, giunge con la sua collega ma un uomo politico dedito a perversioni finisce con lo strangolare una delle ragazze, e per oscurare l'accaduto ordina di togliere di mezzo tutte quante.
Cat, riuscita a scappare dopo avere preso un filmato che documenta la vicenda, capita nel locale aperto da un ragazzo che ha ingaggiato il suo grande amico come assistente, e ruba loro un'auto e un telefonino per scappare. I due decidono di capirci qualcosa di più; uno dei due propone di cambiare attività e diventare investigatori, e così s'installano in un ufficio malandato e assumono un uomo mutilato delle gambe e di un braccio come inserviente.
Nel frattempo il politico ha assoldato Helen, una donna sicario che si mette sulle tracce di Cat: questa prima cerca nella fattoria dov'è cresciuta la ragazza, comprendendo che ha troncato i rapporti col padre (che la maltrattava). Rintraccia poi il protettore della ragazza, e dopo esserne stata oltraggiata, prende in mano la situazione e lo sevizia orribilmente per farlo confessare e poi lo uccide. La cosa si ripete con l'amica che custodisce Alex (il bimbo di Cat) mentre l'attende: dopo averla torturata, si reca alla sede dell'agenzia investigativa appena aperta, combatte coll'assistente, e va infine all'albergo dov'è l'escort, che intanto è stata a sua volta raggiunta dai ragazzi.
Qui giunge pure Helen che li cattura ma non può ucciderli. La situazione si capovolge quando un emissario del politico tenta di uccidere la donna e crede di avercela fatta; interviene dunque un secondo killer per eliminare la comitiva, ma Helen, sentendosi tradita, contrattacca e difende il gruppo dal nuovo sicario incaricato. Infine la nuova compagnia decide di intrufolarsi ad un ricevimento indetto dal politico stesso per appropriarsi del filmato che li metterebbe al sicuro; dopo una furiosa battaglia che vede Helen sacrificarsi per tutti, gli altri si mettono in salvo e possono tornare alla normalità.
La storia termina coi due ragazzi che hanno ingrandito l'agenzia e uno di loro è diventato compagno di Cat, con una figlia di nome Helen.

## Produzione
Cat Run è stato girato in Serbia e Montenegro.

## Distribuzione
Negli USA il film è stato pubblicato il 1º aprile 2011, nel mercato home video degli stati uniti il 19 giugno 2012.